# 工藤唯
工藤 唯（くどう ゆい、1999年3月6日 - ）は、日本のグラビアアイドル。2024年3月までケイエイチプロモーションと専属契約していた。

## 経歴
- 2018年11月30日発売された初のイメージDVD「美少女伝説 ファーストキス」でデビュー[3]。
- デビューのきっかけは、「友達に誘われて、冷やかしのつもりで話を聞きに行ったら、いつの間にかデビューしてました」と述べている[4]。
- 2021年1月30日、クラウドファンディングによる写真集制作を自身のTwitter（旧・X）で発表した[5][注 2]。同年3月31日、目標達成したことを自身のTwitterで報告した[6][7]。
- 2023年4月2日、同年3月31日をもってケイエイチプロモーションを退所しフリーで活動していくことをTwitterで報告した[2]。また、映像作品および写真集に関してはケイエイチプロモーションと2024年3月末まで専属契約を結び、引き続き作品を提供すると併せて報告した[2]。

## 人物
- 趣味は寝ること、音楽鑑賞[3]、マッサージ[1]。特技は振り付けコピー、手話[3]、口笛[1]。
- 憧れの存在は、2018年当時同じ事務所の先輩だった伊川愛梨（現・白川愛梨）[3]。
- 本人曰く、雨女[8]。
- 将来の夢は、水着や下着ブランドの起業[4]。
- 胸は、親戚の中で1番大きく、初めてブラジャーを着けたのは中学1年生の時で、サイズはCカップだった。高校1年生で、Fカップに[9]。

## 作品

### イメージビデオ
- 美少女伝説 ファーストキス（2018年11月30日、スパイスビジュアル）[10]
- ミルキー・グラマー （2019年3月22日、竹書房）[11]
- フォーエバーラブ（2019年6月28日、スパイスビジュアル）[12]
- 美少女伝説 J peach pie（2019年7月26日、スパイスビジュアル）共演：伊川愛梨[13]
- 恋心（2019年9月27日、スパイスビジュアル）[14]
- Jカップアイドル まぼろしの果実（2019年12月20日、スパイスビジュアル）[15]
- クラスメイト（2020年1月31日、スパイスビジュアル）共演：佐々野愛美[16]
- ゆいゆらり（2020年3月27日、スパイスビジュアル）[17]
- ダブルJカップ（2020年4月24日、スパイスビジュアル）共演：伊川愛梨[18]
- Love with you（2020年6月26日、スパイスビジュアル）[19]
- Je t'aime（2020年9月25日、スパイスビジュアル）[20]
- J impact（2020年11月27日、スパイスビジュアル）共演：池田レイ[21]
- Last memory（2021年2月26日、スパイスビジュアル）[22]
- イリュージョン(ILLUSION)（2021年10月29日、スパイスビジュアル）[23]
- 君が育てた果実（2022年9月24日、竹書房）[24]
- 女神のナイショ事（2022年12月21日、スパイスビジュアル）[25]
- 悪戯な先生（2023年3月29日、スパイスビジュアル）[26]
- 甘い気持ちになる果実（2023年7月21日、竹書房）[27]
- 恋人以上のカンケイ（2023年10月25日、スパイスビジュアル）[28]
- 永遠の輝き（2024年1月31日、スパイスビジュアル）[29]
- キワどいKの秘密（2025年3月25日、エアーコントロール）[30]
- ただ、たわわに（2025年6月25日、スパイスビジュアル）[31]

### 写真集
- MIRAGE（2021年9月24日、KHプロモーション、撮影：細井智燿）

### デジタル写真集
- ファーストキスはアナタに
- セーラーJene
- ときめきのセレナーデ
- J Wave　共演：伊川愛梨
- ビーチパイ
- W　Jカップのおもてなし　共演：伊川愛梨
- パッション
- Jカップの奇跡　共演：伊川愛梨
- プールサイドの女神
- Jビーチガール
- Jモーニング
- J rhapsody　共演：伊川愛梨

## 出演

### 雑誌
- キスカ 2019年4月号
- 週刊ポスト2019年8月2日号
- 週刊プレイボーイ　2019年 No.39・40
- 週刊プレイボーイ　2019年 No.43
- 実話BUNKA超タブー 2019年12月号

### 音声配信
- よゐこ有野のノーギャラジオ（2022年9月26日、Radiotalk）[32]

### イベント
- おいでよ!水龍敬ランドin新宿（2025年4月20日、新宿ロフトプラスワン）[33]